# Mohamed Lagili
Mohamed Mehdi Lagili (arabe : محمد مهدي لاجيلي), né le 27 mai 1997, est un nageur tunisien.

## Carrière
Mohamed Mehdi Lagili est médaillé d'argent du 200 mètres nage libre et médaillé de bronze du 400 mètres nage libre ainsi que du relais 4 x 100 mètres nage libre mixte aux Jeux africains de la jeunesse de 2014 à Gaborone. Il participe par la suite aux Jeux olympiques de la jeunesse de 2014 à Nankin, où il est éliminé en séries du 200 mètres nage libre.
Il remporte deux médailles de bronze, sur les relais 4 x 200 mètres nage libre ainsi que sur le relais 4 x 100 mètres quatre nages, aux Jeux africains de 2015 à Brazzaville.
Il obtient ensuite la médaille d'argent du relais 4 x 200 mètres nage libre ainsi que deux médailles de bronze sur les relais 4 x 100 mètres nage libre et 4 x 100 mètres quatre nages mixte aux championnats d'Afrique 2018 à Alger.
Aux Jeux africains de 2019 à Casablanca, il remporte la médaille d'or du 400 mètres nage libre et trois médailles d'argent, sur 200, 800 et 1 500 mètres nage libre.
Aux championnats d'Afrique 2022 à Tunis, il obtient la médaille d'argent sur 200 mètres nage libre et sur 4 x 200 mètres nage libre ainsi que la médaille de bronze sur 400 mètres nage libre.